# Francis E. Dorn

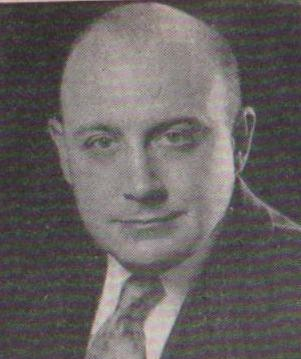
Francis E. Dorn

Francis Edwin Dorn (* 18. April 1911 in Brooklyn, New York; † 17. September 1987 in New York City) war ein US-amerikanischer Jurist und Politiker. Zwischen 1953 und 1961 vertrat er den Bundesstaat New York im US-Repräsentantenhaus.

## Werdegang
Francis Edwin Dorn wurde ungefähr drei Jahre vor dem Ausbruch des Ersten Weltkrieges in Brooklyn geboren. Er besuchte die St. Augustine High School und die Bishop McLaughlin Memorial High School. 1932 graduierte er an der Fordham University und 1935 an deren Law School. Er studierte 1936 an der NYU Wagner School of Public Service. Seine Zulassung als Anwalt erhielt er 1936 und begann dann in Brooklyn zu praktizieren. 1940 wurde er in die New York State Assembly gewählt, trat allerdings von seinem Sitz zurück, um sich 1941 in der United States Navy zu verpflichten. Er diente vier Jahre lang in Übersee und wurde 1946 als Lieutenant Commander in der United States Navy Reserve entlassen. Später wurde er zum Kommandeur befördert. Zwischen 1946 und 1950 war er als Assistant Attorney General von New York tätig. Danach gründete er 1950 eine eigene Kanzlei. Politisch gehörte er der Republikanischen Partei an.
Bei den Kongresswahlen des Jahres 1952 für den 83. Kongress wurde Dorn im zwölften Wahlbezirk von New York in das US-Repräsentantenhaus in Washington, D.C. gewählt, wo er am 4. Januar 1953 die Nachfolge von John J. Rooney antrat. Er wurde drei Mal in Folge wiedergewählt. Im Jahr 1960 erlitt er bei seiner erneuten Kandidatur eine Niederlage und schied nach dem 3. Januar 1961 aus dem Kongress aus. Seine Kandidatur im Jahr 1962 blieb auch erfolglos.
Nach seiner Kongresszeit ging er in Brooklyn wieder seiner Tätigkeit als Anwalt nach. Dorn war der Gründer der Appeal of Conscience Foundation. Er lebte bis zu seinem Tod in Brooklyn. Am 17. September 1987 verstarb er in New York City und wurde dann auf dem Green-Wood Cemetery beigesetzt.